# Sansha
Sansha és l'Oficina Administrativa de les Illes Xisha, Zhongsha i Nansha (xinès simplificat: 海南省西沙群岛、南沙群岛、中沙群岛办事处, pinyin: Hǎinán shěng xishā qúndǎo, nánshā qúndǎo, zhōng shā qúndǎo bànshì chù: 海南省西沙群岛、南沙群岛、中沙群岛办事处, : Hǎinán shěng xishā qúndǎo, nánshā qúndǎo, zhōng shā qúndǎo bànshì chù) és una regió situada a la província de Hainan a l'extrem sud de la República Popular Xina. Abasta una sèrie d'illes en el mar de la Xina Meridional. Concretament Xina ha delimitat les seves reivindicacions amb l'anomenada Nine-Dash line o Línia de 9 traços (de vegades 10-Dash line o 11-Dash line)
La seva àrea en conjunt és de 13 km² i la seva població és de 1443 habitants, va ser establerta el març de 1959 per tal de mantenir el control a la zona. Tot el territori està en disputa i parcial control de la Xina. El 24 de juliol de 2012 es va crear la ciutat-prefectura de Sansha (三沙市, pinyin: Sānshā shì) un atractiu turístic que rep més de 10.000 persones a l'any.

## Història
El mar de la Xina Meridional i les seves illes són conegudes des de temps prehistòrics. El 221 aC, el primer emperador Qin va unificar Xina i va dividir el país en 42 comtats. El mar del sud de la Xina ha estat en mapes topogràfics des de la dinastia Han. En la dinastia Tang, el govern central va implementar la gestió administrativa de les illes en el Mar de la Xina Meridional.
Al maig de 1950, l'illa de Hainan va ser alliberada. En les divisions administratives, les Illes del Mar de la Xina pertanyien a la província de Guangdong.
El novembre de 1955, empreses estatals de la Província de Guangdong van enviar més de 600 treballadors per sostreure els recursos minerals com el guano de les Illes Spratly. El juliol del 1956 es crea una seu de producció pesquera de la província de Hainan. A l'octubre de 1958 el comtat Qionghai (琼海县) organitza la creació d'empreses pesqueres i de guano per una producció a gran escala a les Illes Paracel.
El gener de 1959, el règim de Vietnam del Sud va enviar tropes a ocupar les illes Paracel i alguns atols, fet que va provocar l'expulsió dels pescadors xinesos. Al febrer de 1959 s'envien vaixells navals de creuer a les illes. Mentrestant a la República Popular Xina el Consell d'Estat va aprovar la creació de l'Oficina Administrativa de les Illes Xisha, Zhongsha i Nansha, l'1 de març de 1959 es va establir en Haikou que: l'administració estaria baix càrrec de Hainan en virtut del govern provincial de Guandong. El 3 de març de 1959 a les 20:00 hrs s'envia la primera flota des de la Xina a les illes, el 25 de març la segona, el 3 d'abril una tercera i el 9 d'abril la quarta. El 23 de novembre es van portar a les illes avions, vaixells, submarins, llanxes ràpides, fragates i es van establir bases militars. Després d'aquests successos, es van tornar a reprendre les illes.
El 4 de març de 1969, les Illes Paracel, Spratly i Zhongsha estan sota una mateixa administració anomenada Oficina Provincial de Guangdong de les illes Xisha, Nansha i Zhongsha, sent rebatejada com a Comitè revolucionari de les Illes Zhongsha de Guangdong.
El 1970, per raó de l'augment de l'activitat militar de Vietnam del Sud, Xina desplega les seves forces armades i recluta reservistes (40%) i veterans. El ministeri de defensa xinès ordena a tots els seus homes a no usar uniformes militars, ja que els Estats Units combatia en la guerra de Vietnam com a aliat de Vietnam del Sud molt prop de Sanya.
El 1974 hi havia tropes patrullant la zona de Xisha, el 17 i 18 de gener es va ordenar l'ús de submarins i vaixells de transport de guerra. El 19 de gener de 1974 a les 9:00 hrs l'exèrcit de Vietnam del Sud també va enviar a 21 persones amb vaixell i es fan trets d'advertiment, però es va obrir foc, matant a diversos milicians. La tibant situació va causar una batalla naval per dies.
El 1988 la zona queda sota el control de Hainan. El 19 de setembre de 1988 va canviar oficialment el seu nom per "Oficina de les Illes Paracel, Spratly i Zhonhua de Hainan. El juny de 2012 s'anivella la regió i es crea la ciutat-prefectura de Shashi.
Actualment aquesta zona es troba en disputa davant les Nacions Unides sobre el dret del mar. Xina argumenta que el Mar Meridional de la Xina inclou gairebé 3,5 milions de quilòmetres quadrats (1/3 de la superfície terrestre) d'aigües territorials. El 15 de maig de 1996 el govern central de la Xina va anunciar una nova línia de base del mar territorial que conté la línia de base del mar de les Illes Xisha i les illes Nansha. Avui dia Xina assegura que el territori total abasta prop de 2 milions de km², els EUA ha estat en la mira xinesa, perquè els seus vaixells militars naveguen per aquestes zones i aquest país afirma que és espai internacional.

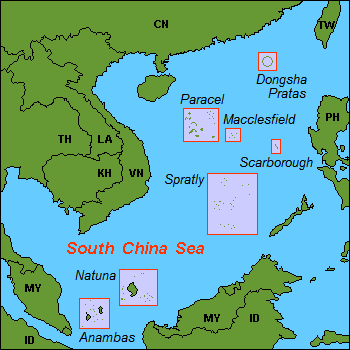
Mar Meridional de la Xina

## Administració
Amb prop de 260 illes i illots, escampats en 2 milions km², la ciutat-prefectura de Sashá es divideix en 3 districtes:
- Illes Xisha 西沙群岛 "les sorres d'occident" (o també: Illes Paracel)
- Illes Zhongsha 中沙群岛 "les sorres del centre" (principals: Dongsha, Macclesfield, Scarborough)
- Illes Nansha 南沙群岛 "les sorres del sud" (o també: Illes Spratly)

## Economia
Les illes gaudeixen de recursos naturals com a gas i petroli, a més per la seva ubicació de clima tropical i rutes marítimes els turistes a l'any superen per deu a la població permanent. Les pesca i la venda de mariscs són part fonamental de l'economia local. La ciutat comprèn Zones Econòmiques Exclusives que afavoreixen la inversió, amb una alta presència militar que assegura la zona. La ciutat compta amb una pista d'avions de 2700 m que l'exèrcit va completar el 1990.
Imatges de satèl·lit mostren que les illes estan creixent artificialment. Tones de sorra, roques, coral, i formigó estan transformant illots verges en illes importants amb ports, edificis, pistes d'aterratge i altres instal·lacions governamentals, la qual cosa ha molestat els seus veïns i els EUA, que afirmen que ha estat ocupant espai internacional. Xina va anunciar que invertirà més de 10 milions de yuan (1,6 milions USD) per a la construcció d'infraestructura a les illes i enfortir l'aplicació de la llei marina a la regió.
Sanshá està situada a Woody (永兴岛), l'illa més gran de les Paracel a 350 quilòmetres al sud-est de Hainan, administra més de 200 illots.L'Oficina d'Administració Industrial i Comercial de la província de Hainan va anunciar que Sanshá havia cridat l'atenció dels inversors sobre la creació d'empreses en Sansha. Una empresa de construcció i una companyia d'inversió turística van rebre l'aprovació a l'agost i setembre, respectivament.
D'acord amb un informe publicat en la revista Caijing, funcionaris de Sansha han estat avaluant diversos plans de desenvolupament comercial, incloent l'establiment d'un paradís fiscal i casinos. La Comissió Militar Central de la Xina va aprovar la creació d'una guarnició militar a Sanshá. Sota les noves regles anunciades, la policia de Hainan tindrà l'autoritat per abordar i prendre el control dels vaixells estrangers que "il·legalment" entrin en aigües xineses. No és clar si la llei es refereix a les zones costaneres prop de l'illa de Hainan o a tota la massa d'aigua administrada per Sanshá. Mitjans de comunicació xinesos van informar al moment en què el govern també enviaria nous vaixells de vigilància marítima per complementar la flota responsable de patrullar el Mar del Sud de la Xina.

## Esdeveniments recents
El dijous 12 de gener de 2017, la Xina va advertir, després de les manifestacions de Rex Tillerson, del perill d'una «confrontació devastadora» si els EUA bloquejaven l'accés a les illes dels atols, sota l'administració de Sansha contingudes dins la línia de nou traços, que delimita l'àrea sobre la qual la Xina diu tenir dret en el Mar meridional de la Xina.
La sobirania sobre Les illes Xinsha, Zhongshan i Nansha es troba en disputa des de juliol de 2010, les reclamacions venen de part de Vietnam, Filipines, Malàisia, Brunei i Taiwan.